# Guerre des Saxons
 (novembre 2024).
Le contenu est difficilement compréhensible vu les erreurs de traduction, qui sont peut-être dues à l'utilisation d'un logiciel de traduction automatique.
 (novembre 2024).
Si vous disposez d'ouvrages ou d'articles de référence ou si vous connaissez des sites web de qualité traitant du thème abordé ici, merci de compléter l'article en donnant les références utiles à sa vérifiabilité et en les liant à la section « Notes et références ».
La guerre des Saxons a été une série de campagnes militaires et d'insurrections qui durera trente-deux ans, commençant en 772, lorsque Charlemagne a envahi la Saxe païenne avec l'intention de la conquérir et se termina en 804, lorsque la dernière rébellion des tribus mécontentes a été écrasée.
Au total, dix-huit batailles ont été livrées dans ce qui est maintenant le nord-ouest de l'Allemagne. Elles ont entraîné l'incorporation de la Saxe dans l'empire carolingien (751-987) et la conversion forcée des Saxons du paganisme germanique au christianisme.
Malgré des revers répétés, les Saxons ont résisté résolument, revenant pour piller les domaines de Charlemagne dès qu'il a eu tourné ailleurs son attention. Le principal chef saxon, Widukind, était un adversaire résistant et ingénieux, mais pour ne pas perdre la face dans une situation périlleuse, et pour empêcher Charlemagne de continuer une guerre ennuyante, Widukind a accepté son offre de paix.
L'accord a sauvé des droits exceptionnels aux chefs saxons dans leur pays d'origine. Widukind a été baptisé en 785 et enterré dans la seule église germanique qui n'ait pas de flèche.
Le Saxe a été divisée en quatre régions. La plus proche de l'ancien royaume franc d'Austrasie était la Westphalie, et la plus éloignée l'Ostphalie. Entre ces deux régions était celle de l'Angrie (ou Angern), et au nord de ces trois régions, à la base de la péninsule du Jutland, était la Nordalbingie.

## Première phase (772-780)
À la mi-janvier 772, le saccage et l'incendie de l'église chrétienne de Deventer par une expédition de Saxons païens fut le casus belli pour la Première Guerre menée par Charlemagne contre les Saxons. Charlemagne a commencé par une invasion du royaume de Saxe, l'assujettissement des Angriens et la destruction de Irminsul, leur symbole sacré, à Eresburg près de Paderborn en 772 ou 773. Irminsul a peut-être été un tronc d'arbre creux, représentant vraisemblablement le pilier soutenant les cieux, semblable à l'arbre nordique Yggdrasil et apparemment une croyance commune des peuples germaniques.
La campagne militaire de Charlemagne est arrivée jusqu'à la rivière Weser et a détruit plusieurs forteresses saxonnes majeures. Après avoir négocié avec des nobles saxons et obtenu des otages, Charlemagne a du reporter son attention vers sa guerre contre les Lombards, dans le nord de l'Italie. Mais alors, les paysans saxons, dirigés par Widukind, ont pillé des terres de l'empire carolingien dans la région du Rhin. Les affrontements armés ont continué sans relâche pendant des années.
La deuxième campagne militaire de Charlemagne a eu lieu en 775. Il a traversé la Westphalie, conquérant le fort de Sigiburg (en), puis a traversé l'Angrie, où il a vaincu à nouveau les Saxons. Enfin, en Ostphalie, Charlemagne les a vaincus, et leur chef Hessi s'est converti alors au christianisme. Charlemagne retourna en Italie, en repassant par les campements de Sigiburg et Eresburg, dans la Westphalie. Toute la Saxe, à l'exception de la Nordalbingie, était donc sous son contrôle. Pendant qu'il conduit sa campagne militaire en Italie, des Saxons récalcitrants se révoltent et détruisent une forteresse de Charlemagne à Eresburg. Voulant éviter que les Saxons n'apprennent qu'il a quitté l'Italie, Charlemagne, se rendant très rapidement à Lippe, revient en Saxe pour une troisième fois en 776.
Les Saxons ont de nouveau été mis à ses pieds, bien que Widukind ait fui chez les Danois. Charlemagne a construit un nouveau camp à Karlstadt. En 777, il a organisé un séjour militaire à Paderborn, pour intégrer pleinement la Saxe dans l'empire carolingien. Beaucoup de Saxons furent baptisés.

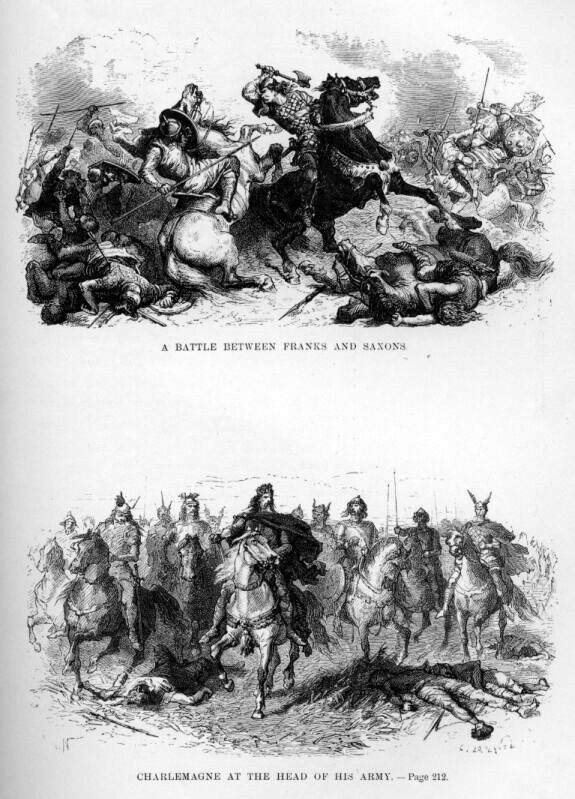
Charlemagne et les Saxons, A. de Neuville, c. 1869

Le but principal de ce séjour militaire était de convertir la Saxe païenne au christianisme. Des missionnaires, principalement des Anglo-Saxons d'Angleterre, ont été recrutés pour mener à bien cette tâche. Charlemagne a publié un certain nombre de décrets, conçus pour briser la résistance saxonne et infliger la peine capitale à quiconque persistait à observer des pratiques païennes ou à ne pas respecter la paix du roi.
La parole de Dieu ne devant pas être propagée par l'épée, mais par la persuasion, le proche conseiller de Charlemagne, Alcuin d'York (plus tard abbé de l'abbaye Saint-Martin de Marmoutier à Tours), a exhorté la clémence, mais les guerres ont continué. La position sévère et intransigeante de Charlemagne lui a donné le surnom de « boucher des Saxons ».
À l'été 779, Charlemagne est de nouveau entré en Saxe, à la reconquête de l'Ostphalie, l'Angrie et la Westphalie. Lors d'un séjour près de Lippspringe, il a divisé la localité en quartiers missionnaires, et en comtés francs.
Il a lui-même assisté en 780 à plusieurs baptêmes de masse. Il est ensuite retourné en Italie, et il n'y a pas eu de révolte saxonne. De 780 à 782, la Saxe a été en paix.

## Phase intermédiaire (782-785)
Charlemagne est revenu en Saxe en 782, a institué un code de la loi et a nommé des comtes, tant Saxons que Francs. Les lois étaient sévères pour les questions religieuses, à savoir le paganisme résiduel chez les Saxons. Cela a provoqué un renouvellement de l'ancien conflit. Cette année là, en automne, Widukind est revenu et a mené une révolte qui a entraîné de nombreux assauts contre l'Église chrétienne.
Les Saxons ont envahi la région des Chattes, une tribu germanique déjà convertie au christianisme par Saint Boniface et fermement incluse dans l'empire carolingien.
Widukind a anéanti une armée carolingienne dans le massif montagneux du Süntel alors que Charlemagne faisait campagne un peu plus à l'est contre les Sorabes.
En réponse à ce revers, Charlemagne a ordonné au tribunal de sang de Verden, la décapitation de 4500 Saxons jugés avoir pratiqué le paganisme après avoir été convertis au christianisme, tandis que Widukind s'est de nouveau échappé au Danemark.
Sur ce « Blutgericht (en) » (tribunal du sang), certains historiens ont déclaré que le massacre ne s'est pas produit, ou qu'il s'agissait en fait d'une bataille, mais selon Alessandro Barbero, aucune de ces deux affirmations n'est crédible.
Ce massacre a causé une guerre constante pendant deux années consécutives (de 783 à 785), Charlemagne hivernant dans le centre de la Saxe, à Minden. Peu à peu les Carolingiens ont gagné le dessus. Le tournant est venu en 785, lorsque Widukind s'est lui-même baptisé et a juré fidélité à Charlemagne. Widukind aurait accepté de se rendre contre la promesse de ne pas être tué.
C'est seulement après ces années de guerre que Charlemagne a pu prétendre avoir vaincu la Saxe. Le pays connut la paix pendant sept années, bien que des révoltes se soient poursuivies de façon sporadique jusqu'en 804.

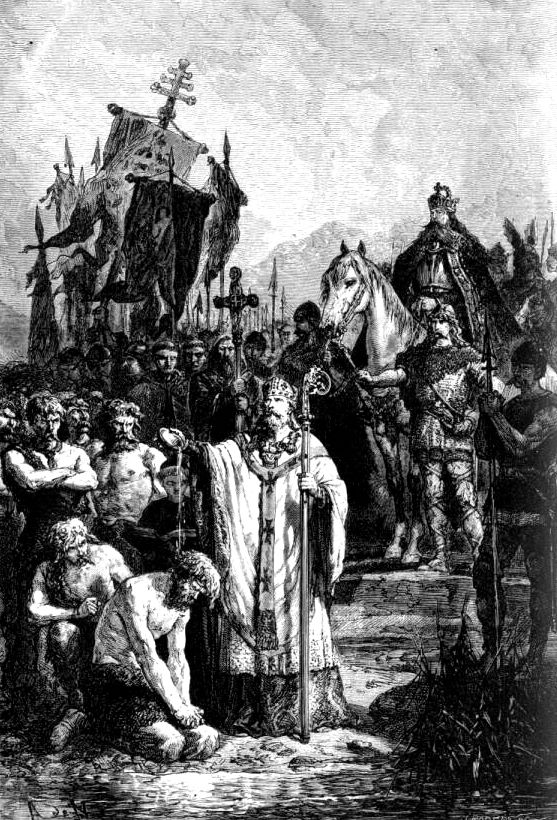
Conversion des Saxons, A. de Neuville, c. 1869

En faisant allusion aux Saxons, le poète contemporain Paderborn Epic (en), loue la terreur comme un moyen de conversion : « ce que l'esprit contraire et l'âme perverse refusent de faire avec la persuasion, laissez-les sauter pour accomplir lorsqu'ils sont contraints par la peur ».
En 785 après J.-C., Charlemagne publie le capitulaire De partibus Saxoniae qui proclame l'intention religieuse de ses relations avec les Saxons : « si quelqu'un de la race des Saxons dissimulé entre eux aurait voulu se cacher non baptisé et avoir méprisé de venir au baptême et avoir voulu rester un païen, qu'il soit puni par la mort ».

## Phase finale (792-804)
En 792, la guerre des Carolingiens contre les Avars les oblige à faire des recrutements forcés dans tout l'empire, ce qui cause des révoltes, comme en Westphalie.
Les Ostphaliens, et les Nordalbingiens se sont joints aux Westphaliens en 793, mais l'insurrection n'a pas réussi comme les précédentes et a été totalement écrasé en 794.
Une rébellion en Angrie suivit de près en 796, mais la présence personnelle de Charlemagne et le soutien de fidèles chrétiens saxons et de Slaves chrétiens ont permis immédiatement de l'écraser.
Vers la fin de la guerre, Charlemagne avait commencé à mettre davantage l'accent sur la réconciliation. En 797, il a assoupli les lois spéciales, et en 802, la « Lex Saxonum » a été codifié comme common law saxonne.
Cela a été accompagné par l'établissement de structures ecclésiastiques (y compris des évêchés à Paderborn, Münster, Brême, Minden, Verden et Osnabrück) qui ont permis la conversion au christianisme des Saxons.
La dernière insurrection du peuple d'Angrie s'est produite en 804, plus de trente ans après la première campagne de Charlemagne contre eux.
Cette fois, la tribu la plus indisciplinée de toutes, celle des Nordalbingiens, se retrouva trop désemparée pour se rebeller.
Pour mettre fin à la rébellion, Charlemagne convoque en 804 à Lippspringe près de Paderborn, son "champ de mai", une levée en masse. Les derniers rebelles Saxons sont réduits. Pour consolider la frontière avec les Slaves, Charlemagne fait déporter 10 000 Nordalbingiens en Neustrie et donne leurs terres de la rive droite de l’embouchure de l’Elbe au loyal roi des Abodrites qui les colonise.
Charlemagne fait construire la forteresse de Hammaburg à l'origine de Hambourg.
En septembre 804, Charlemagne est à Cologne où il congédie son armée.
Éginhard, le biographe de Charlemagne, conclut la fin de la guerre par :

« La guerre qui a duré tant d'années, a été terminée par l'adhésion aux termes offerts par le roi; qui renonçaient à leurs coutumes religieuses nationales et au culte des démons, à l'acceptation des sacrements de la foi et à la religion chrétienne et à l'union avec les Francs pour former un unique peuple. »

Un dernier soulèvement d'indépendance saxon, le mouvement Stellinga (en), eu lieu entre 841 et 845.